# Ноћна стража (роман)
Ноћна стража (рус. Nočnoj Dozor) је серијал научне фантастике руског писца Сергеја Лукјањенка који се састоји од шест књига које издаје издавачка кућа АСТ.
Прва књига у серијалу се зове као и сам серијал Ноћна стража (1998), а наставља се са књигама Дневна стража (2000), Стража сумрака (2004), Последња стража	(2006), Нова стража (2012) и Шеста стража (2014).

## Увод
Прича описује паралелни свет сенки звани "Сумрак" где шетају "Остали", рођени као људи, али са специјалним натприродним моћима који су у могућности да се крећу између ова два паралелна света. Ту влада вечна борба између сила Светла и Таме. Међу њима влада баланс који се труде да очувају. Хиљадама година су те две стране ратовале међусобно док нису одлучиле да је за преживљавање и једних и других неопходан мир. Тада стране склапају и пишу "Велики уговор", низ закона који уређују начин на који "Остали" могу да користе своје моћи и шта је дозвољено да раде, а шта није. Да би осигурали да ни једна страна не прекрши уговор Светли су створили "Ноћну стражу", а Тамни "Дневну стражу". Задатак стража је да пазе на чланове друге фракције и да контролишу поштовање Уговора. Ноћна стража патролира ноћу улицама Москве и штити обичне људе од вампира, вукодлака, црних магова и осталих слуга Таме, а Дневна стража контролише безбедност слуга Таме. Уговором је прецизирано да међусобне спорове решава инквизиција, веће састављено од најутицајнијих представника обе стране.
Сам Сумрак је подељен у три нивоа којима Остали могу да приступе, зависно од њихове моћи: 
Први ниво је сенка људског света, где време тече спорије и тамо се може урадити више за краће време него у људском свету. На овом нивоу још постоје остаци људског света и они се могу видети.
Други ниво не личи на људски свет, све људске грађевине и људи нестају. Све што постоји је изграђено уз помоћ магије. 
Трећи ниво је неистражен и опасан по свекога ко се нађе у њему.

## Ликови

### Светли
Антон Городетски, главни лик романа и члан Ноћне страже. Више воли свакодневне техничке послове од теренских, али га догађаји који се дешавају присиљавају да постане пуноправни оперативац на терену. Напредује од чаробњака петог нивоа до чаробњака другог нивоа, да би касније постао и Велики маг.
Борис Игнатијевич звани Гесар, древни маг тибетанског порекла који је подучавао многе познате светске личности. У 15.веку се сели у Европу и иако је имао много прилика да напредује у Ноћној стражи задржава место регионалног директора московског одељења.
Светлана, млада чаробница и доктор, несвесна својих моћи умало постаје жртва Тамних, након чега се прикључује Ноћној стражи. Њене моћи се временом експоненцијално повећавају.
Олга, велика чаробница која је претворена у сову као казна због кршења обавеза које није испунила. У људски облик може да се врати на пола сата сваког дана, или у случају рата. До краја серијала уз помоћ Гесера успева да поврати свој људски облик и своје моћи.
Семјон, светли маг који је способан борац и без својих чаролија. За разлику од других магова више се уклапа у људски свет и много боље познаје људе од осталих.
Катја, млади маг шифтер који може да мења облик и претвара се у тигра. Има велику склоност ка драгуљима и амајлијама и врло је импулсивна.
Медвед, повучен и тих маг шифтер који се може претворити у поларног медведа. 
Сем њих спомињу се још и Игњат, Гарик, Игор, Јулија и Иља.

### Тамни
Завулон, Велики тамни маг приблизно истих година као Гесар. Води Дневну стражу у Москви. Његов прави облик је попримио демонске карактеристике због тога што је пуно времена провео у Сумраку. Његов људски изглед заварава јер има облик мршавог и слабашног интелектуалца.
Алиса Доникова, млада мрачна вештица, уме да манипулише људским умом и Завулонова љубавница.
Костја, млади вампир, идеалиста, који живи у стану изнад Антона.

## Филмске адаптације
Снимљена су два филма која се базирају на овом серијалу, Ноћна стража из 2004. године и наставак Дневна стража из 2006. године.